# Küssnacht (Schwyz)
Küssnacht (SZ) (tot 2004: Küssnacht am Rigi) is een Zwitserse gemeente in gelijknamige district in het kanton Schwyz. Küssnacht (SZ) telt 12.426 inwoners.
De stad ligt aan de noordelijke oever van het meer van Luzern en de zuidelijke oever van het meer van Zug. De voornaamste bedrijvigheid is het toerisme. De plaats is vooral bekend doordat op 29 augustus 1935 de Belgische koningin Astrid bij een auto-ongeluk in Küssnacht omkwam.

## Geboren
- Josef Ulrich (1916-2007), politicus

## Overleden

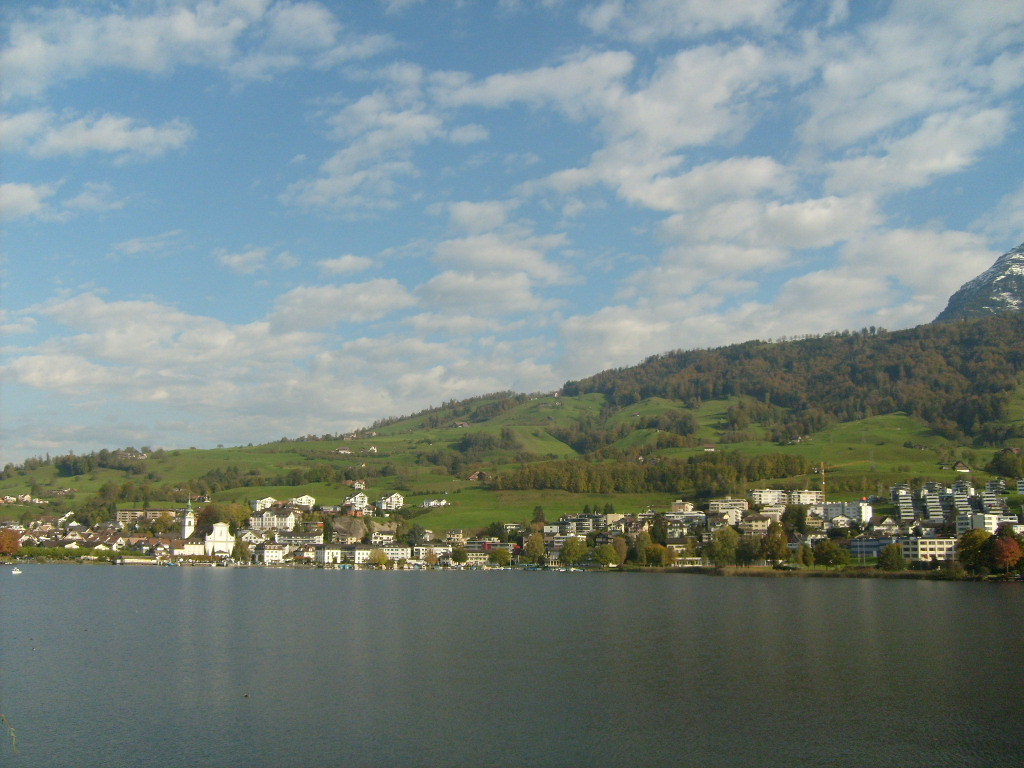
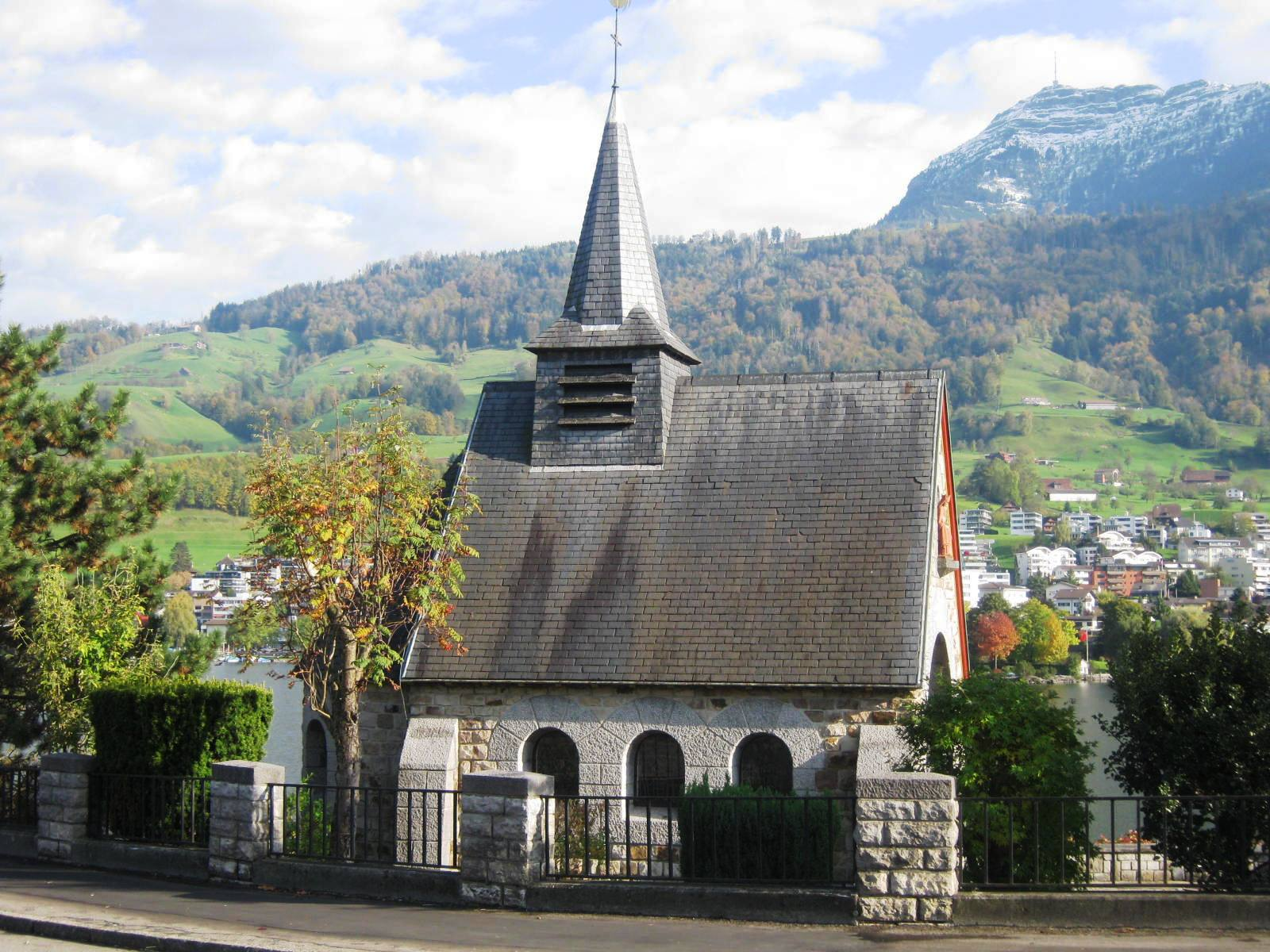
Astrid van Zweden (1905-1935), koningin der Belgen
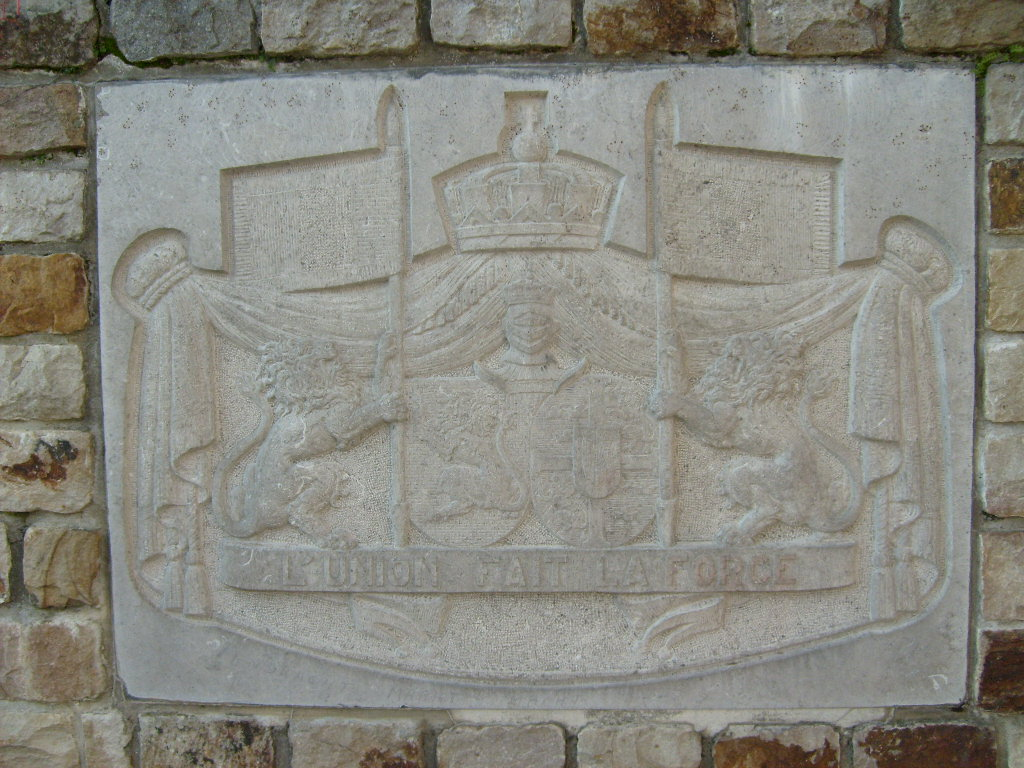
Belgisch wapen bij de Astrid Kapelle.
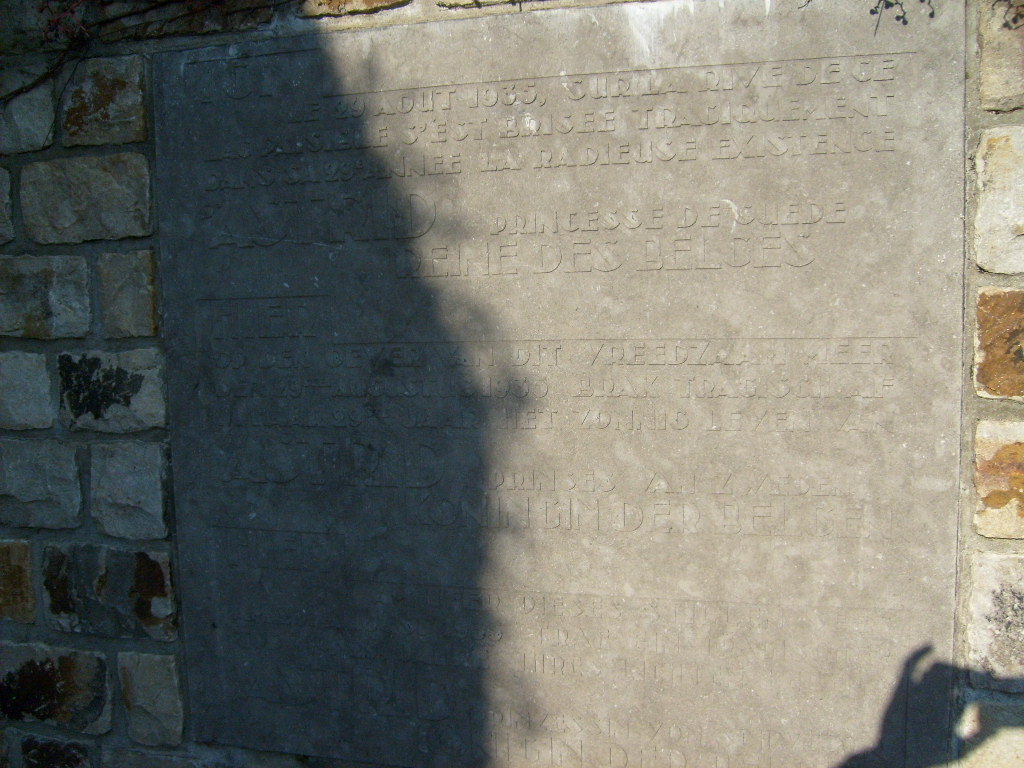
Tekst van het Belgisch koningshuis, ingemetseld bij de Astrid Kapelle.
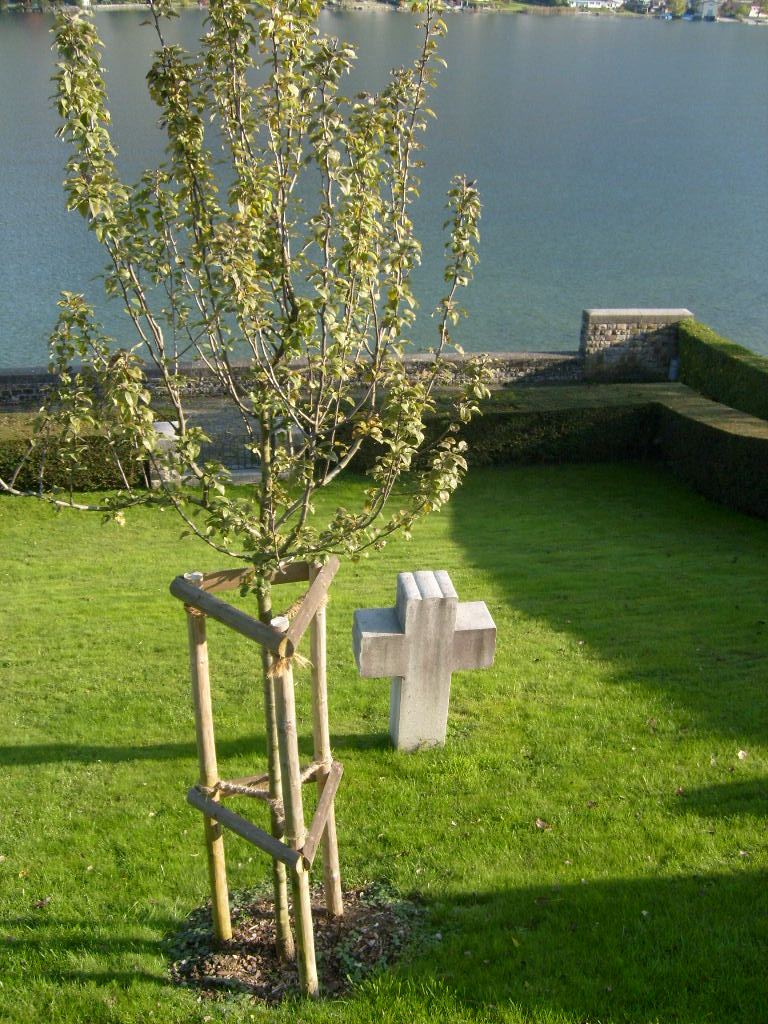
Hier verongelukte in 1935 koningin Astrid van België. De boom die er stond is enkele jaren geleden omgewaaid. De restanten staan in het museum van Küssnacht, op deze plek staat nu een jonge boom.
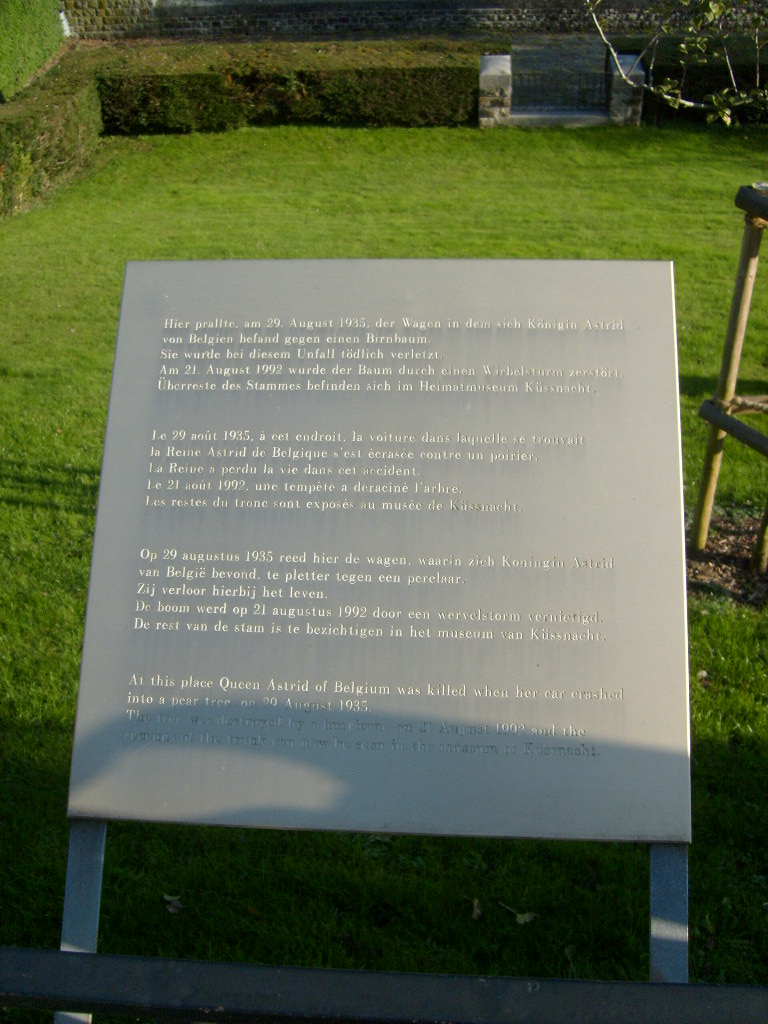
Tekstbord bij de plek waar koningin Astrid van België verongelukte.
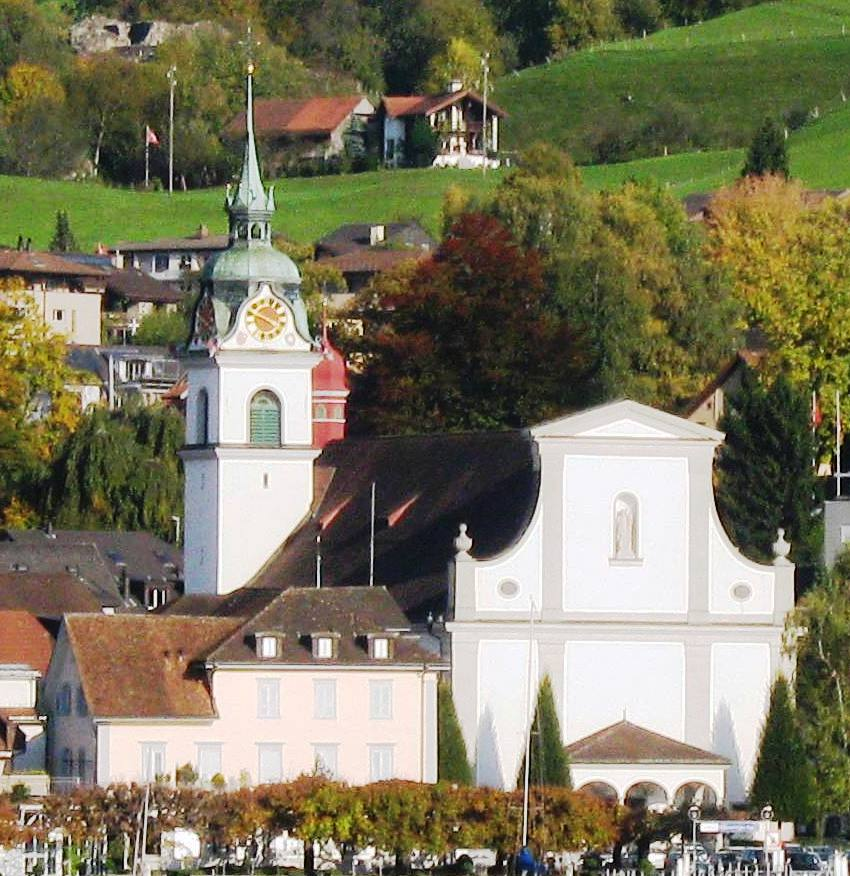
Pfarrkirche St.Peter und Paul.